# Retazos de vida
Retazos de vida es una película ecuatoriana escrita y dirigida por la directora ecuatoriana Viviana Cordero. Cuenta con las actuaciones protagónicas de Christian Bach, Giovanna Andrade, Erika Vélez, William Levy, María Teresa Guerrero y los primeros actores Marina Salvarezza, Aurora Valdez y Omar Naranjo. Cuenta además con la participación especial de Mariela Alcalá.
La película se estrenó en los cines ecuatorianos el 21 de octubre de 2008.

## Sinopsis
La cinta recoge la historia de cuatro mujeres de tres generaciones distintas. Estos personajes enfrentan conflictos familiares que se agudizan al mezclarse con el frío mundo del modelaje. Con Guayaquil como escenario, la cinta matiza la historia con el tema de la migración.
La película es contada desde la óptica de Andrea (Giovanna Andrade), quien regresa al Ecuador después de una década. Se encuentra en situaciones distintas a las que había experimentado en su niñez. Por ende, su familia también tenía otro rumbo, distinto al que ella se había criado. Conoce a Thiago (William Levy) y experimenta una situación nueva que conlleva también a la relación con su prima Cristina (Erika Vélez), la top model más reconocida del país quien padece de bulimia y es drogadicta para llenar su vida vacía.
Su familia además la integran su madre Rafaela Martí (Christian Bach), una reconocida empresaria dueña de la agencia de modelos más importante del país, quien luego de un viaje de negocios vivirá una situación que cambiará su vida. Marina (Marina Salvarezza), madre de Rafaela y abuela de Andrea y Cristina, revive nuevamente un amor del pasado a sus 80 años. Las emociones y felicidad que atraviesa se desvanecerán con una tragedia inesperada.
Lorena (María Teresa Guerrero) es otro de los personajes de esta historia, quien deslumbrada por el glamour y el oropel de las pasarelas, ha inventado una vida falsa, para esconder sus verdaderos orígenes.

## Elenco
- Christian Bach - Rafaela Martí[6]
- Giovanna Andrade - Andrea
- Erika Vélez - Cristina[7]
- William Levy - Thiago[8]
- Marina Salvarezza - Marina
- María Teresa Guerrero - Lorena
- Aurora Valdez - Mercedes
- Mariela Alcalá - Silvia Alcalá
- Omar Naranjo - Julius
- Azucena Mora - Luisa
- Valeria Ponce - Carla
- Marcela Ruete - Periodista
- Marco Ponce - Raúl
- María Clara Triviño - Esposa de Raúl
- Peter Ronquillo - Xavier
- Victoriano Posada - Ernesto
- Marilú Pesántes - Verónica
- Mónica Lara - Lissete
- Jackson Peralta - Locutor de TV
- Angelo Paredes - Monedita
- Héctor Garzón - Señor que lee el periódico
- Juan José Jaramillo - Pusher
- Verónica Muentes - Elenita
- Jennifer Gonzabay - Jackie
- Cándida Triviño - Ascensión
- Carlos Cabezas - Guardia del condominio
- Isabel Román - Señora en bus
- Gasstell Roditti - Fotógrafo

## Tema musical
El tema musical de la película, del mismo nombre, es compuesto e interpretado por Mirella Cesa y Sergio Sacoto.